# Hodder (rivière)
Pour les articles homonymes, voir Hodder.
La rivière Hodder  (en anglais : Hodder River) est un cours d’eau du nord-est de l’Île du Sud de la Nouvelle-Zélande.

## Géographie
Elle s’écoule vers le nord à partir  des pentes nord-ouest du mont  Tapuae-o-Uenuku, rejoignant le fleuve Awatere à 40 kmau sud-ouest de la ville de Seddon.